# José Domínguez Rial
José Domínguez Rial (Vigo, España, 11 de noviembre de 1940 — 30 de junio de 2000) fue un exfutbolista español que se desempeñaba como defensa.

## Clubes
| Club                         | País   | Año       |
| ---------------------------- | ------ | --------- |
| R. C. Celta de Vigo          | España | 1959-1960 |
| R. C. Deportivo de La Coruña | España | 1960-1971 |
| R. C. Celta de Vigo          | España | 1971-1974 |